# دونالد بروس
دونالد بروس (بالإنجليزية: Donald Burrows)‏ هو عالم موسيقى بريطاني، ولد في 28 ديسمبر 1945 في لندن في المملكة المتحدة.

## وصلات خارجية
- دونالد بروس على موقع ميوزك برينز (الإنجليزية)